# The European Library
The European Library (TEL, De Europese Bibliotheek) is een dienst van de Conference of European National Librarians (CENL). Het geeft gratis toegang tot de digitale collecties en catalogi van Europese nationale bibliotheken. 
Op dit moment maken 23 landen deel uit van dit bibliotheeknetwerk. Aan het einde van dit jaar komen er nog 9 bij. Vanaf dat moment geeft The European Library toegang tot alle nationale bibliotheken van de Europese Unie, plus een aantal van de EFTA.
Alleen landen die lid zijn van de Raad van Europa komen in aanmerking voor lidmaatschap van CENL, en TEL. 
Naar verwachting zal The European Library uitgroeien tot de European Digital Library (EDL). Dit is een vlaggeschipproject van de Europese Commissie dat erop is gericht om gratis toegang te geven tot de (digitale) bronnen van nationale bibliotheken, maar ook archieven, musea en andere culturele instellingen.
Sinds kort is het ook mogelijk om een kleine variant van de zoekmachine te plaatsen op andere websites, de zogeheten 'mini library'. De staf van de The European Library is gehuisvest in de Koninklijke Bibliotheek te Den Haag.